# Slax

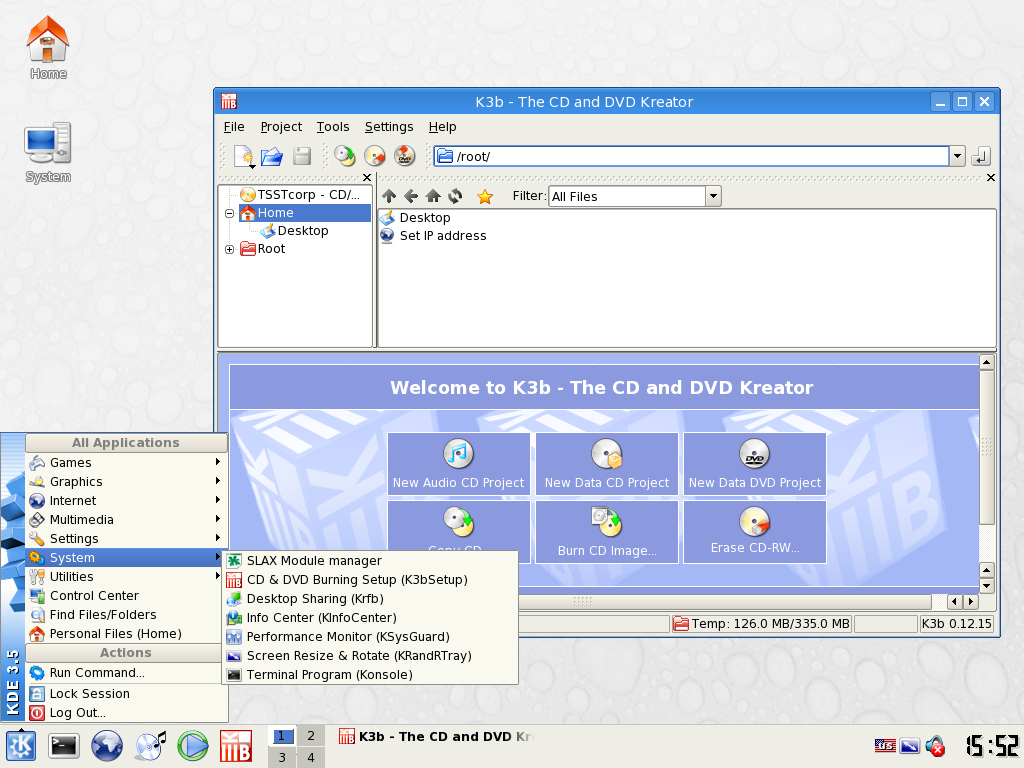
Slax Server Edition, del 03/08/2007

Slax es una minidistribución y Live CD del sistema operativo GNU/Linux basado en la distribución Slackware y Debian. No necesita ser instalado, es capaz de arrancar y funcionar desde una unidad de CD, siendo innecesario el uso de un disco duro. Opcionalmente, dispone de un sistema mediante el cual el contenido del CD se copia en la memoria RAM durante la ejecución de Slax, dejando libre la unidad de CD/DVD para otros usos como ver un vídeo DVD, reproducir un CD de música, o copiar/grabar algo al disco. La versión estándar de Slax y la edición Kill Bill usan KDE como su escritorio, mientras que Popcorn utiliza XFCE. Fluxbox es una opción en todas las versiones exceptuando Frodo, sin entorno gráfico y pensada para máquinas con poca memoria RAM.
Gracias a la utilización de archivos .mov (llamados modules o módulos), Slax es altamente personalizable. Se pueden descargar e instalar "módulos" (programas como The Gimp, XMMS, etc.) mientras se usa Slax en modo live. Todo ello sin tocar o necesitar un disco duro pues es en la memoria RAM dónde temporalmente se almacenan y ejecutan.
Slax se presenta como un sistema operativo, "Revolucionario", rápido y sobre todo compatible; es una excelente alternativa para quienes desean conocer el mundo Debian de manera segura, pero a su vez potente, siendo además una alternativa "ligera" a quienes desea usar un Live CD que les consuma pocos recursos como Knoppix.
Slax es muy útil debido a sus características, como salvar la configuración, y para los usuarios más avanzados se encuentran disponibles las fuentes del sistema y scripts que permiten crear una distro propia basada en Debian, mediante el sistema Linux Live. También contiene herramientas más simples como MySLAX Creator que es un programa para Windows que permite modificar una imagen existente de Slax así como sus opciones de arranque, fondos de escritorio y compatibilidad con hardware defectuoso. La compatibilidad con hardware antiguo así como moderno la hacen una de las distros más flexibles, como por ejemplo la compatibilidad con WiFi, entre otros más conocidos.
La versión de Slax 11.3, pesa alrededor de 277 MB y se encuentra disponible desde el 27 de marzo del 2022.
La última versión estable es la 11.3 disponible en Live CD como en Live USB para arquitecturas de 32 bits y 64 bits en español por medio de descarga directa desde su sitio oficial, donde también se encuentra una lista de los módulos descargables disponibles para esta versión.

## Ediciones de Slax
Existen otras cuatro ediciones aparte de la edición estándar:
- KillBill - Tiene WINE, DOSBox y QEMU.
- Popcorn - Cabe en 128 MB y tiene XFCE, Mozilla Firefox, AbiWord, MPlayer, cdparanoia etc.
- Server - Incluye diversos servicios para Internet listos para usarse: DNS, DHCP, HTTP, FTP, MySQL, SMTP, POP3, IMAP y SSH.
- Frodo - Sirve de base para otras liberaciones, no tiene GUI, básicamente sólo el intérprete de comandos.

(Actualmente solo existe una)

### Tabla
| Versión      | Fecha de lanzamiento                                             | Nombre                              | Escritorio | Aplicaciones | Características |
| ------------ | ---------------------------------------------------------------- | ----------------------------------- | ---------- | --- | --- |
| 9.11.0       | Septiembre de 2019                                               | Slax Standard Edition               | Openbox    | \| xterm \| Terminal program (command line GUI) \| \| chromium \| Internet web browser and video player (runs as guest) \| \| leafpad \| Simple text editor \| \| qalculate \| Powerfull calculator \| \| scrot \| Screenshot capturing program, press PrintScreen button to invoke \| \| feh \| Simple image viewer and background setter \| \| wicd-manager \| Network manager \| \| pcmanfm \| File manager \| | Esta versión incluye todas las correcciones de errores y actualizaciones de seguridad de Debian 9.11 (nombre en clave Jessie) y agrega un parámetro de arranque para deshabilitar el borrado de la consola (el borrado de la consola está deshabilitado de manera predeterminada). |
| 9.5.0        | Julio de 2018                                                    | Slax Standard Edition               | KDE        | Aplicaciones Estándar de KDE | Basada en la rama estable de debian, se puede ahora comprar con Slax preinstalado en una USB |
| 7.0.8        | Marzo de 2013                                                    | Slax Standard Edition               | KDE        | Aplicaciones Estándar de KDE | Esta versión posee la nueva versión de KDE4.1, arranque más rápido que en las versiones anteriores, softwares agregados y actualizados del KDE 4 con parches para uso mínimo de hardware.                                                                                          |
| 6.1.2        | Julio de 2009                                                    | Slax Standard Edition               | KDE        | Aplicaciones Estándar de KDE | Esta versión posee la nueva versión de KDE4.1, arranque más rápido que en las versiones anteriores, softwares agregados y actualizados del KDE 4 con parches para uso mínimo de hardware.                                                                                          |
| 6.1.1        | Marzo de 2009                                                    | Slax Standard Edition               | KDE        | Aplicaciones Estándar de KDE | Esta versión posee KDE 3.5.10 por defecto, arranque más rápido que en las versiones anteriores, softwares agregados y actualizados y mejor rendimiento en las aplicaciones. |
| 6.0.7        | mayo de 2008                                                     | Slax Standard Edition               | KDE        | Aplicaciones Estándar de KDE | Esta versión posee KDE 3.5.10 por defecto, arranque más rápido que en las versiones anteriores, softwares agregados y actualizados. |
| 6.0.2        | 4 de febrero de 2008                                             | Slax Standard Edition               | KDE        | Aplicaciones Estándar de KDE | Esta versión posee KDE 3.5.9 por defecto, cambios en la pantalla de arranque, y arranque más rápido que en las versiones anteriores, por igual el rendimiento. |
| 5.1.8        | 9 de octubre de 2006                                             | Slax Boot CD                        | Ninguno    | Ninguna | Bootea slax desde USB en una computadora que no puede hacerlo directamente. También le permite al usuario poder bootear un archivo ISO de slax en el disco. Su tamaño es 5MB (Megabyte).                                                                                           |
| 5.1.8        | 9 de octubre de 2006                                             | Slax Frodo Edition                  | Ninguno    | Ninguna | Es la base para construir las ediciones de Slax. Su tamaño es 53MB (Megabyte). |
| 5.1.8        | 9 de octubre de 2006                                             | Slax Popcorn Edition                | XFce       | Mozilla Firefox beep-XMMS Gaim AbiWord | Utiliza XFce de escritorio, está orientada para equipos con bajos recursos. Su tamaño es 115MB (Megabyte). |
| 5.1.8.1      | 24 de noviembre de 2006                                          | Slax Server Edition                 | KDE        | DNS, DHCP HTTP, FTP SMTP, POP3 IMAP, SSH MySQL. | Para servidores, su tamaño es 192MB (Megabyte). |
| 5.1.8.1      | 24 de noviembre de 2006                                          | Slax KillBill Edition               | KDE        | Qemu Wine DOSBox | Orientada a los dependientes y/o que usan frecuentemente programas de Windows. Su tamaño es de 204MB (Megabyte). |
| 5.1.8.1      | 24 de noviembre de 2006                                          | Slax Standard Edition               | KDE        | Lo estándar de KDE | Es la estándar de las ediciones Slax. Su tamaño es de 192MB. |
| 2.0          | 12 de marzo de 2007                                              | WifiSLax Standar Seguridad Wireless | KDE XFce   | Aircrack kismet | Orientada a la auditoría Wireless básicamente. |
| xterm        | Terminal program (command line GUI)                              |                                     |            | | |
| chromium     | Internet web browser and video player (runs as guest)            |                                     |            | | |
| leafpad      | Simple text editor                                               |                                     |            | | |
| qalculate    | Powerfull calculator                                             |                                     |            | | |
| scrot        | Screenshot capturing program, press PrintScreen button to invoke |                                     |            | | |
| feh          | Simple image viewer and background setter                        |                                     |            | | |
| wicd-manager | Network manager                                                  |                                     |            | | |
| pcmanfm      | File manager                                                     |                                     |            | | |

## Características
Slax contiene los siguientes paquetes de software:
1. núcleo Linux 2.6.24
2. X.org 6.8.1
3. UnionFS y SquashFS
4. KDE 3.5.3
5. Koffice 1.5.0
6. MPlayer 1.0pre6a con KPlayer
7. Rdesktop (rscp en KDE)
8. Hotplug
9. Cdrtools
10. Mutt
11. wget

La lista completa de software puede ser encontrada en el sitio oficial de Slax.